# پوکوی (استان اوپوله)
پوکوی (به لهستانی:  Pokój) یک روستا در لهستان است که در گمینا پوکوی واقع شده‌است. پوکوی ۱٬۴۵۲ نفر جمعیت دارد.